# Edmonton Elks
Gli Edmonton Elks, noti come Edmonton Eskimos fino al 2020, sono una franchigia di football canadese con sede nella città di Edmonton (Alberta); attualmente militano nella Canadian Football League e giocano le proprie partite casalinghe al Commonwealth Stadium, impianto da 56.302 posti a sedere.
La squadra detiene il primato nella storia degli sport nordamericani per essersi qualificata ai play-off per trentatré anni consecutivi (dal 1972 al 2005).

## Palmarès
Western Division: 23
1952, 1954, 1955, 1956, 1960, 1973, 1974, 1975, 1977, 1978, 1979, 1980, 1981, 1982, 1986, 1987, 1990, 1993, 1996, 2002, 2003, 2005, 2015
Grey Cup: 14
1954, 1955, 1956, 1975, 1978, 1979, 1980, 1981, 1982, 1987, 1993, 2003, 2005, 2015